# Метрополитен Осло
Метрополитен Осло (норв. T-banen i Oslo) — единственный метрополитен в Норвегии. Открыт 16 октября 1966 года. Самая крупная в Европе и мире для полумиллионного города система метро насчитывает 101 станцию, из которых 16 станций — подземные, и имеет длину линий 80 км.

## История
Метрополитен был развит из сети пригородных трамваев, первая подземная станция которой была открыта в 1928 году.
В 1954 году парламент Норвегии принял решение о строительстве метрополитена в Осло: планировалось построить 4 линии в восточную часть города.
В 1966 году был запущен участок от станции Тёйен (Tøyen) до Ярнбанэторьет (норв. Jernbanetorget), вплотную прилегавшей к железнодорожной станции «Осло-Центральный».

## Характеристики и особенности
Тоннели пробиты в скале, потолок обработан методом набрызг-бетона. На некоторых станциях стены также оставлены природными скальными.
Метрополитен работает с 5:30 утра до 0:30 ночи. По будням интервалы составляют 15 минут, в часы-пик — 2-3 минуты, по выходным — до 30 минут.
Ruter AS, занимаясь финансовыми и маркетинговыми вопросами, касающимися общественного транспорта в Осло и на территории фюльке Акерсхус (с 1 января 2020 года до 1 января 2024 года входившего в состав фюльке Викен), реализует разные билеты — на 1 поездку, 24 часа, 7, 30 или 365 дней, соответственно имеющие разную стоимость. Например, билет на 1 поездку стоит 40 норвежских крон для взрослых пассажиров, 20 крон — для пожилых, детей и военных.

## Линии
Метрополитен связывает все 15 районов Осло и примыкающего пригорода Берум. В метрополитене Осло действует маршрутная система движения поездов без пересадочных станций. Все маршруты в центре проходят через 6 станций в одном объединённом тоннеле, от которого затем расходятся на восемь веток.
С 3 апреля 2016 года введена в действие схема движения, включающая пять маршрутов. После 2021 планируется ввод в эксплуатацию Линии Форнебю.

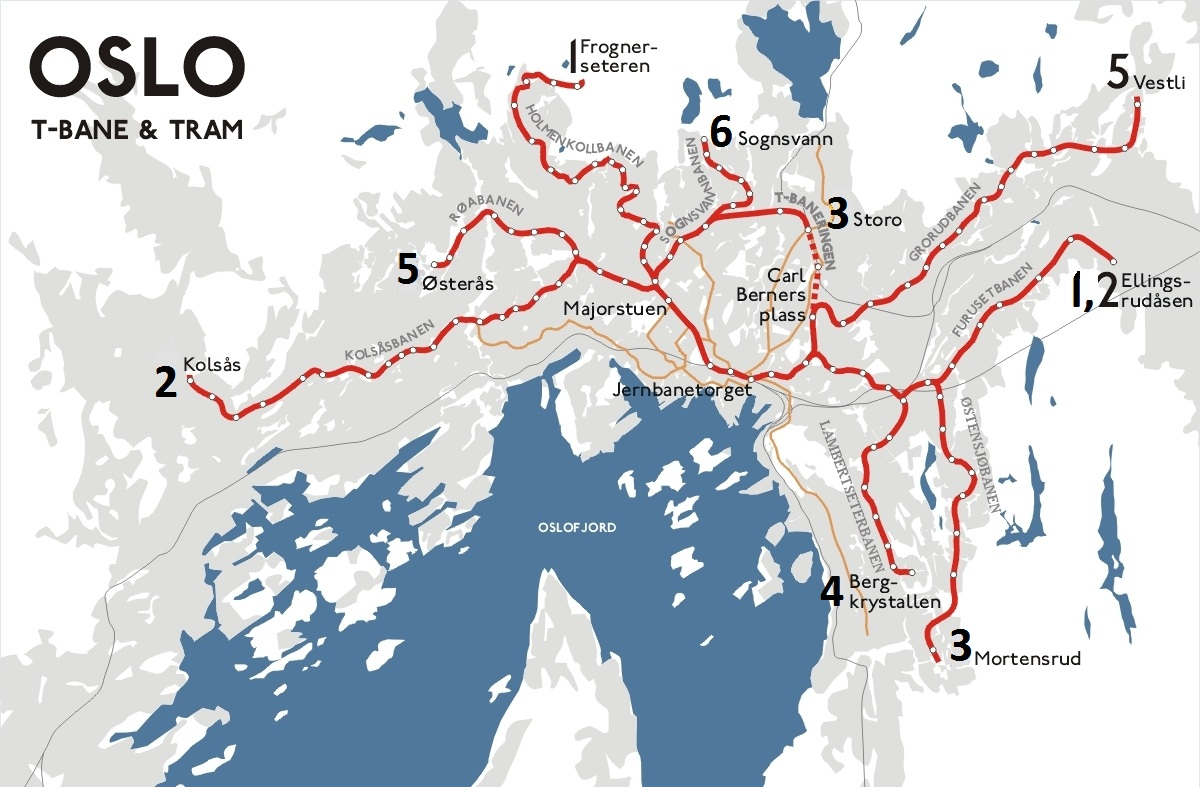
План города с линиями метро T-bane (красные), трамвая (оранжевые) и национальных железных дорог (чёрные)

| Линия # | Участок                         | Станции |
| ------- | ------------------------------- | ------- |
| Линия 1 | Frognerseteren ↔ Bergkrystallen | 26      |
| Линия 2 | Østerås ↔ Ellingsrudåsen        | 26      |
| Линия 3 | Kolsås ↔ Mortensrud             | 33      |
| Линия 4 | Bergkrystallen ↔ Vestli         | 37      |
| Линия 5 | Sognsvann ↔ Круг ↔ Vestli       | 33      |

1. ↑  Открыта до Helsfyr.

## Подвижной состав
В сентябре 2003 года был заключён контракт на поставку 33 новых трёхвагонных составов MX3000 производства компании Siemens, спроектированных Porsche Design Studio. В сентябре 2005 года были дополнительно закуплены ещё 30 таких составов, в сентябре 2008 — ещё 20, в декабре 2010 — последние 32 состава.

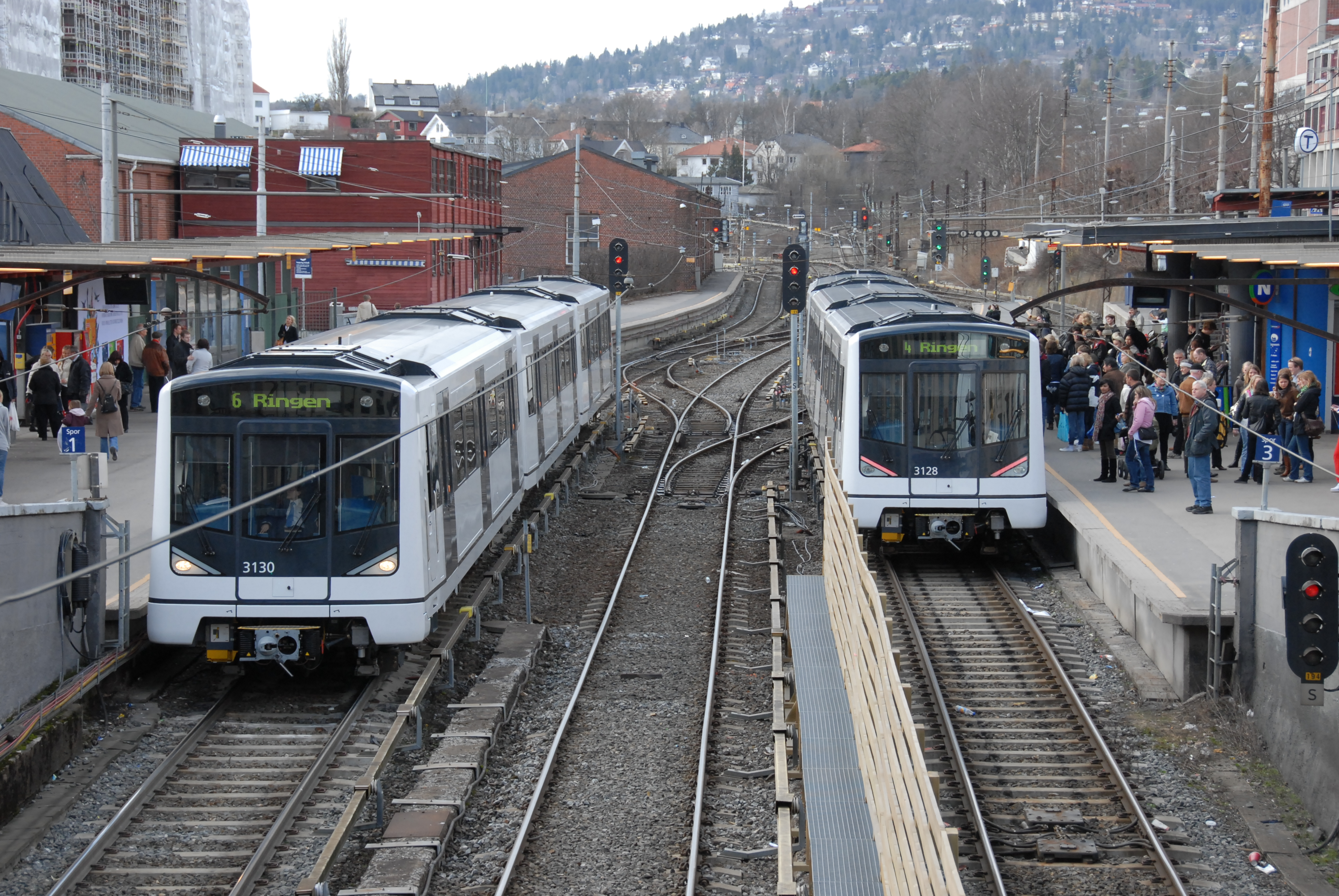
Поезда MX3000 на станции Majorstuen

Каждый из составов имеет вместимость до 678 пассажиров, со 124 сидячими местами. Максимальная развиваемая составом скорость — 80 км/ч.
В 2027-2028 годах планируется приобретение как минимум 20 новых составов с проектным названием M4000, которые будут эксплуатироваться параллельно с составами MX3000.

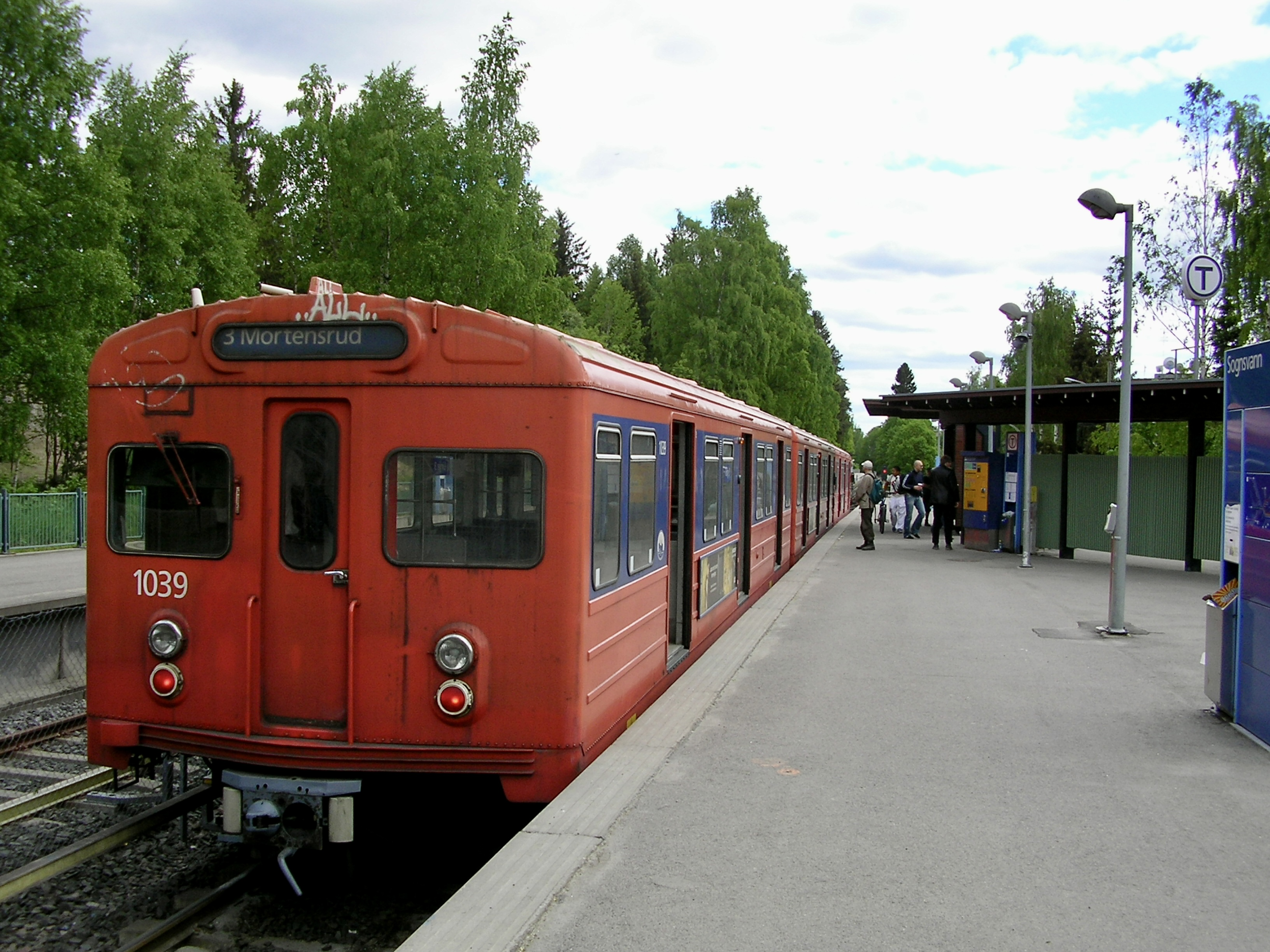
Поезд Т-1000 на станции Sognsvann